# Grotta del Pisco
La grotta del Pisco, spesso indicata nella cartografia sotto il toponimo di grotta Pesce e conosciuta in dialetto locale come a' grotta ro' Pisco (/a rutt u pì?k/), è una modesta cavità che si apre su un versante del monte Solaro, nel comune di Anacapri, in Campania.
La caverna, di limitate dimensioni, si trova in una posizione privilegiata, a vari metri sul livello del mare, ben riparata e con un'ampia visuale sul versante occidentale dell'isola, tanto da far supporre che essa sia stata anticamente adibita a riparo da parte degli uomini primitivi.
Attraverso un rilevamento topografico sono stati detratti i principali elementi morfologici della cavità nonché i punti basilari della sua evoluzione; l'antro è stato anche soggetto a un'analisi con il georadar, che ha permesso di determinare lo spessore del deposito che, avendo riempito parzialmente la grotta, costituisce gran parte del piano di calpestio.

## Toponimia
Il microtoponimo «Pisco» è collegabile al tipo toponomastico «Pesco», attestato soprattutto nelle regioni dell'Italia centrale con riscontri in Lazio meridionale, Umbria, Molise e Abruzzo; vi sono propaggini anche nella fascia appenninica della Calabria e in Basilicata, nell'Italia meridionale.
Il toponimo ricorre ben due volte nell'oronomastica anacaprese; vi è infatti una grotta del Pesco, in località Linciano, oggi conosciuta quasi esclusivamente come grotta della Migliera.
Comunque il toponimo «Pesco», malgrado l'etimo incerto, pare essere la continuazione del termine osco peesslùm/pestlùm (ovvero «podio», ma anche «altura», «basamento», «poggio», «pedana») poi evolutosi fino ad assumere il significato di «roccia» nei dialetti centromeridionali.
Quindi il tipo toponomastico anacaprese «Pisco» non intende inserirsi nella generica categoria dei cognomi prelatini ma piuttosto entro una fascia linguistica-culturale italica e osca.
Molto probabilmente il termine «Pisco» ha comunque iniziato a far parte della toponomastica anacaprese a partire dall'età ellenica, quando i coloni greci raggiunsero Capri.

## Storia
La grotta è stata molto probabilmente frequentata durante l'età del rame, o eneolitico, durante la quale vi trovarono riparo gli uomini primitivi.
I primi interventi di scavo nella cavità furono effettuati da Luigi Cardini e da Carlo Alberto Blanc nel 1941, durante le loro ricognizioni archeologiche sul territorio caprese. Durante gli scavi furono rinvenuti una trentina di frammenti di ceramica in impasto oggi conservati nel complesso del museo Cerio.
In seguito, nel 1999, durante le ricognizioni sul territorio dell'isola sono stati individuati ulteriori rimanenze di un vaso di ceramica in impasto; agli inizi del XXI secolo nel territorio a valle dell'antro sono stati portati alla luce altri cocci di ceramica.
Tutti questi ritrovamenti sottolineano la presenza di vita dalla fine dell'età neolitica all'età del bronzo.

## Morfologia
La grotta del Pisco presenta un'orientazione NNE-SSW e consiste, in prossimità dell'ingresso, in una piccola nicchia ampia 6 m. Dopo quest'ultima l'antro tende gradualmente a restringersi verso l'interno, spingendosi fino a una profondità di 6 m.
Sul lato occidentale della cavità si apre un piccolo vano distante 3 m dall'imboccatura; leggermente più in profondità, a circa mezzo metro dal piano di calpestio, si apre un'ulteriore cavità, rivolta verso sud, dalla struttura piuttosto complessa, suddivisa in numerosi ambienti di dimensioni ancora più ridotte.
Il resto dell'antro è suddiviso in ambienti dalla sagoma concava e tondeggiante, forma probabilmente determinata dall'azione delle acque quando la grotta era ubicata al di sotto del livello del mare. Le pareti laterali, comunque, sono ricoperte da uno strato di concrezioni alabastrine di carbonato di calcio.
La grotta, avente un'altezza massima di 5,5 m, ha un pavimento costituito da un velo di depositi che, accumulandosi, l'ha ricoperta parzialmente e ha riempito la base formata da un rivestimento di substrato calcareo.

## Fasi di modellamento

Planimetria della grotta del Pisco.

L'evoluzione e la genesi morfologica della grotta del Pisco sono effigiate da una sequela di fratturazioni; queste ultime, orientate verso NNE-SSW, sono parallele e hanno contribuito alla genesi della grotta, avendo opposto poca resistenza agli agenti esterni. L'origine di tali fratturazioni è da ricercarsi nei fenomeni, avvenuti tra il Pliocene e il Pleistocene medio, che hanno causato l'emersione della catena appenninica; quest'ultima coinvolse anche l'isola di Capri che, geologicamente, rappresentava il termine occidentale degli Appennini.
Durante l'emersione della catena appenninica nelle fratture della roccia calcarea potevano facilmente scorrere l'acqua meteorica che ampliava le cavità dissolvendo chimicamente il calcare, determinando in questo modo una successiva fase morfogenetica.
L'ampliamento della grotta del Pisco è avvenuto molto presumibilmente durante lo stazionamento del mare a quota 150 m, in corrispondenza con la formazione del terrazzo di abrasione marina di Damecuta. Difatti il moto ondoso, agendo nei punti di frattura della roccia, allargò la cavità attraverso un'azione erosiva; la morfologia dell'antro risente ancora dell'erosione della roccia, essendo la grotta ricca di nicchie e restringendosi partendo dall'esterno e procedendo verso l'interno. Questa fase è collocata intorno al Pleistocene inferiore-medio, nel secondo ciclo morfogenetico riconosciuto nell'evoluzione geomorfologica dell'isola, nella quale i complessi eventi tettonici hanno portato alla formazione di terrazzi marini compresi tra i 130 e i 150 metri d'altitudine.
Le rocce alabastrine visibili lungo le pareti dell'antro si sono formate a seguito della percolazione di acqua ricca di anidride carbonica e di bicarbonato di calcio attraverso le fratture. Questo fenomeno si sviluppò nel periodo in cui l'area intorno alla grotta di Pisco era emersa; inoltre le concrezioni ricoprono le forme di erosione precedentemente descritte, il che fa collocare questo movimento in uno successivo a quello di ampliamento.
Questi complessi procedimenti, sebbene in modo limitato, sono oggi ancora attivi all'interno della cavità, nella quale è possibile trovare le tracce di uno stillicidio attivo in seguito a precipitazioni meteoriche. Di conseguenza nella grotta non sono rari crolli del materiale roccioso; difatti, in un momento in cui le incrostazioni erano già in atto, franò parte della volta ostruendo quindi parte dell'ingresso.
Il franamento della volta e la formazione di concrezioni rappresentano eventi che hanno riempito parzialmente la cavità con materiale autoctono. L'antro, difatti, è riempito da un deposito di materiale clastico sottile che, trasportato da elementi quali l'uomo, il vento e la pioggia, si è formato dalla decomposizione di sostanze organiche di formazione molto recente sulle quali è cresciuta la vegetazione.

## Ricerca con il georadar
Nell'antro hanno preso luogo anche numerose ricerche con il georadar (o GPR), allo scopo di verificare la morfologia e la profondità del substrato carbonico sul quale si è collocato lo strato di depositi della cavità. Le indagini, condotte dal Laboratorio Mobile di Archeogeofisica del Centro Regionale di Competenza INNOVA, hanno fatto uso di un'antenna con una frequenza normale di 400 MHz.
Grazie alle analisi, si è scoperto che la superficie risale dall'ingresso della grotta al suo interno, con una debole pendenza e con una superficie di circa 0,65 m.
La stima della profondità dell'antro è stata misurata calcolando il valore della velocità delle onde elettromagnetiche mediante la formula {\displaystyle v=c/{\sqrt {\epsilon }}}, in cui v rappresenta la velocità delle onde elettromagnetiche, c è la velocità della luce ed ε costituisce la costante dielettrica relativa, una caratteristica fisica del terreno.

## Dati climatici
La zona della grotta del Pisco gode di un clima temperato; la temperatura media del mese più freddo, febbraio, è di +9,8 °C; quella del mese più caldo, agosto, si attesta a +24,6 °C. Mediamente vi è un solo giorno di gelo all'anno, nel mese di gennaio.
La nuvolosità media annua si attesta a 3,7 okta, con un picco nel mese di febbraio (durante il quale sono stati registrati 4,8 okta) e con minimi di 2 okta nel mese di agosto.
Le precipitazioni medie annue si attestano a 649 mm circa, con un minimo tra la tarda primavera e l'estate e un picco durante l'autunno e il primo inverno.
Di seguito una tabella climatica della grotta del Pisco:
| Grotta del Pisco - Isola di Capri  | Mesi  | Mesi  | Mesi  | Mesi  | Mesi  | Mesi  | Mesi  | Mesi  | Mesi  | Mesi  | Mesi  | Mesi  | Stagioni | Stagioni | Stagioni | Stagioni | Anno  |
| Grotta del Pisco - Isola di Capri  | Gen   | Feb   | Mar   | Apr   | Mag   | Giu   | Lug   | Ago   | Set   | Ott   | Nov   | Dic   | Inv      | Pri      | Est      | Aut      | Anno  |
| ---------------------------------- | ----- | ----- | ----- | ----- | ----- | ----- | ----- | ----- | ----- | ----- | ----- | ----- | -------- | -------- | -------- | -------- | ----- |
| T. max. media (°C)                 | 12,6  | 12,7  | 14,4  | 17,6  | 21,8  | 25,6  | 28,7  | 28,8  | 26,1  | 21,5  | 17,1  | 13,5  | 12,9     | 17,9     | 27,7     | 21,6     | 20,0  |
| T. min. media (°C)                 | 7,4   | 6,9   | 7,9   | 10,5  | 13,9  | 17,5  | 20,1  | 20,4  | 18,4  | 14,8  | 11,5  | 8,5   | 7,6      | 10,8     | 19,3     | 14,9     | 13,2  |
| Giorni di gelo (Tmin ≤ 0 °C)       | 1     | 0     | 0     | 0     | 0     | 0     | 0     | 0     | 0     | 0     | 0     | 0     | 1        | 0        | 0        | 0        | 1     |
| Nuvolosità (okta al giorno)        | 4,4   | 4,8   | 4,7   | 4,3   | 3,7   | 3,0   | 2,0   | 2,0   | 2,9   | 3,5   | 4,5   | 4,7   | 4,6      | 4,2      | 2,3      | 3,6      | 3,7   |
| Precipitazioni (mm)                | 69,2  | 56,6  | 56,5  | 39,0  | 33,6  | 15,7  | 23,8  | 38,4  | 48,3  | 69,9  | 102,0 | 86,9  | 212,7    | 129,1    | 77,9     | 220,2    | 639,9 |
| Giorni di pioggia                  | 10    | 9     | 8     | 7     | 4     | 4     | 2     | 4     | 5     | 8     | 10    | 10    | 29       | 19       | 10       | 23       | 81    |
| Umidità relativa media (%)         | 73    | 72    | 70    | 71    | 70    | 70    | 71    | 70    | 71    | 72    | 74    | 73    | 72,7     | 70,3     | 70,3     | 72,3     | 71,4  |
| Eliofania assoluta (ore al giorno) | 2     | 2     | 2     | 2     | 3     | 3     | 4     | 4     | 4     | 3     | 2     | 2     | 2        | 2,3      | 3,7      | 3        | 2,8   |
| Vento (direzione-m/s)              | N 5,4 | N 5,5 | N 5,4 | W 5,1 | N 4,6 | N 4,4 | N 4,5 | N 4,5 | N 4,2 | N 4,7 | W 5,4 | N 5,5 | 5,5      | 5,0      | 4,5      | 4,8      | 4,9   |

## Sismicità
La grotta del Pisco fa parte di una zona a sismicità 3; l'area è soggetta quindi a una bassa pericolosità sismica, che può essere soggetta a modesti scuotimenti.
I valori di pericolosità sismica della zona grotta del Pisco, espressi in termini di accelerazione massima del suolo, con probabilità di eccedenza in cinquanta anni del dieci percento ({\displaystyle Vs_{30}>800m/s}) è pari a ? 0.075 - 0.100.

## Aspetti naturalistici

### Flora

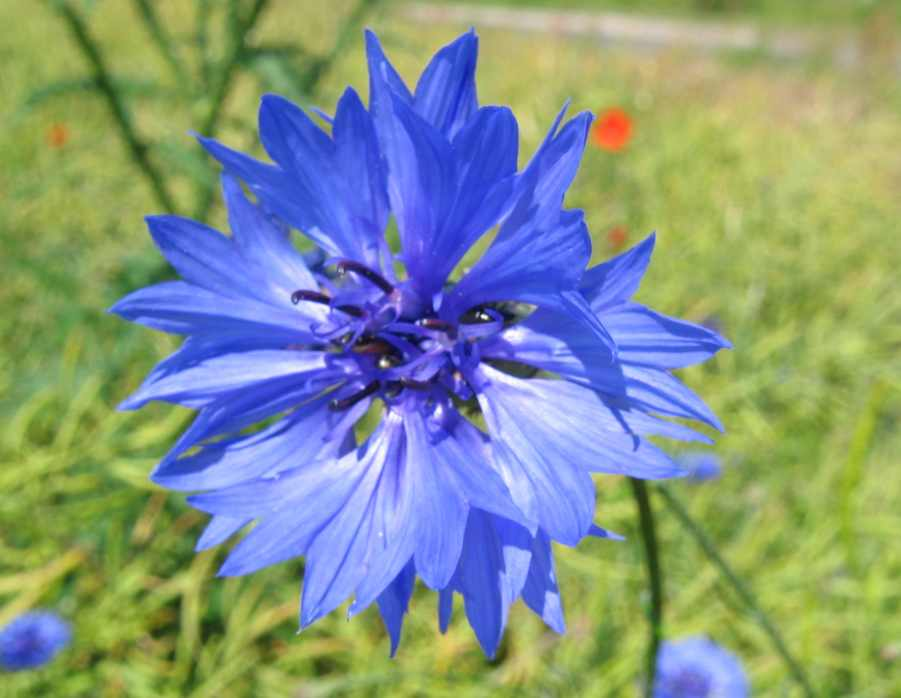
Nell'area della grotta del Pisco fiorisce il fiordaliso.

#### Quadro generale
La grotta del Pisco e le aree prospicienti si prospettano molto ricche dal punto di vista arboreo. La zona infatti presenta la tipica flora rupicola, caratterizzata dalla presenza del garofano delle rupi, del convolvolo, con i suoi petali bianco-latteo, della coronilla dai fiori giallo vivo e del fiordaliso dalla tonalità rosa carico.
Sulle pareti calcaree, ombrose e umide prosperano invece il litospermo, dai fiori azzurri, e la campanula.
All'interno della grotta, dove il substrato è sgretolato, fioriscono la Globularia neapolitana e l'Asperula crassifolia.

#### Elenco
Di seguito un elenco di tutte le specie arboree presenti nella grotta e nelle zone limitrofe:
- Anacamptis coriophora[22]
- Anacamptis papilionacea[23]
- Anacamptis pyramidalis[24]
- Asperula crassifolia[21]
- Campanula[20]
- Centaurea cyanus[19]
- Cistus[25]
- Convolvulus[19]
- Dianthus rupicola[19]
- Epipactis helleborine[24]
- Genisteae[25]
- Globularia neapolitana[21]
- Lithospermum officinale[20]
- Myrtus communis[25]
- Ophrys[26]
- Quercus pubescens[27]
- Quercus pubescens[27]
- Quercus[28]
- Serapias cordigera[29]
- Serapias parviflora[30]
- Serapias vomeracea[31]

### Fauna
La grotta, in quanto situata a molti metri sul livello del mare, non si presenta molto ricca dal punto di vista faunistico poiché ivi vi trovano riparo principalmente i volatili e i rettili, con una quasi totale assenza di anfibi e di mammiferi.
La zona, come già accennato, è comunque molto frequentata dagli uccelli. Le specie nidificanti sono relativamente poche; tra queste la più interessante è sicuramente il falco pellegrino (presente all'interno dell'isola con due o forse cinque coppie), solito stabilirsi nella località di Tereta, sottostante la grotta del Pisco.
Altri volatili che nidificano nell'area rupestre della grotta del Pisco sono il corvo e il passero solitario.
La comunità rettile che vive nei pressi della grotta è composta principalmente da gechi.

## Sentieri
Per raggiungere alla grotta è possibile utilizzare alcuni sentieri; in ogni caso conviene affrontare questi ultimi con gente pratica dei luoghi.

### Sentiero della Migliera e del Belvedere del Tuono
Il sentiero della Migliera e del Belvedere del Tuono, aperto in direzione est, connette la località della Migliera con la vetta del monte Solaro.
Il viottolo ha inizio in località Migliera, presso il parco Filosofico di Capri e, costeggiando i pericolosi precipizi del monte Cocuzzo, corre alle falde della montagna che sovrasta la cala di Marmolata, passando per la grotta del Pisco e terminando infine sulla vetta del monte Solaro.

### Sentiero del passo dell'Anginola (il Passetiello)
Il passo dell'Anginola, meglio conosciuto come Passetiello, è uno dei più famosi sentieri dell'isola e connette il centro di Capri con la valle di Cetrella, dove sorge l'omonimo eremo.
L'ascensione ha inizio al termine di via Torina, dove ha inizio una vecchia mulattiera che, inerpicandosi lungo il costone roccioso, si addentra in un bosco di lecci, con la tipica flora mediterranea.
Dopo il lecceto il sentiero diventa un viottolo, dove s'incontrano numerose specie arboree come i castagni, i corbezzoli, i frassini, le querce e le felci. In basso si estende il porto di Marina Grande e il centro urbano di Capri.
La mulattiera procede in piano, con occasionali tratti in salita; si giunge infine a un alto scalone di roccia, dove è possibile proseguire per il sentiero principale (che termina all'altezza dell'eremo di Cetrella) oppure per un sentiero alternativo che conduce alla grotta del Pisco.

### Annotazioni
1. ↑  Le rocce che attualmente compongono l'isola non sono altro che il risultato dell'adagiamento di resti di organismi e fango, deposti al margine occidentale della Piattaforma Appenninica, ovvero una vasta piattaforma carbonatica, individuatasi a partire dal Triassico e conservatasi sino al Miocene. I successivi movimenti orogenetici distrussero questa piattaforma, che formò l'ossatura dell'Appennino meridionale. In Barattolo, p. 228.
2. ↑  La morfologia attuale dell'isola si è sviluppata attraverso una successione di dislocazioni e sollevamenti tettonici. Quando il mare sostava a una determinata quota, l'azione dello stesso agì determinando alcune superfici di erosione oggi situate a varie altitudini lungo i versanti dell'isola. È possibile distinguere, infine, due ordini di terrazzi: i terrazzamenti del primo periodo, attribuiti al Pleistocene inferiore-medio, e quelli del secondo periodo, relativi al Pleistocene medio. In Barattolo, p. 228.
3. ↑  La formula {\displaystyle Vs_{30}>800m/s} va così interpretata:
  - {\displaystyle Vs_{30}} è la velocità media di propagazione delle onde di taglio entro trenta metri di profondità e va così calcolata: {\displaystyle {\frac {30}{\sum _{i=1}^{n}{\frac {h_{t}}{V_{t}}}}}} Qui ht corrisponde allo spessore (espresso in metri), Vi rappresenta la velocità delle onde di taglio dello strato iesimo e N è il numero di strati.
  - La velocità di propagazione delle onde di taglio entro trenta metri di profondità ({\displaystyle Vs_{30}}) deve essere quindi maggiore di ottocento metri al secondo.

### Fonti
1. 1 2  Oebalus, volume 5, p. 13.
2. 1 2 3 4 5 6  Oebalus, volume 1, p. 25.
3. 1 2  Oebalus, volume 5, p. 7.
4. ↑  Marcato, p. 484.
5. ↑   Paolo Poccetti, Considerazioni sul toponimo Pesco nell'Italia centro-meridionale, vol. 46, Italia dialettale, 1983,  p. 253.
6. 1 2 3 4  Oebalus, p. 14.
7. ↑   Luigi Cardini, Carlo Alberto Blanc, Relazione sull'attività della Sezione di Capri «Ignazio Cerio» dell'Istituto Italiano di Paleontologia umana nell'anno 1941-1942, in Quaternaria, vol. 2, 1955,  p. 275.
8. ↑  Federico, pp. 80-81.
9. ↑  Giardino, p. 628.
10. 1 2  Oebalus, volume 5, p. 16.
11. 1 2  Oebalus, volume 5, p. 18.
12. 1 2  Oebalus, volume 5, p. 19.
13. 1 2 3  Oebalus, volume 5, p. 20.
14. 1 2  Oebalus, volume 5, p. 21.
15. 1 2  Oebalus, volume 5, p. 24.
16. ↑   Tabella climatica (TXT), su clisun.casaccia.enea.it, Ente per le Nuove Tecnologie, l'Energia e l'Ambiente. URL consultato il 16 marzo 2013 (archiviato dall'url originale il 1º aprile 2011)..
17. ↑   Elenco dei comuni italiani per zona sismica (PDF), su protezionecivile.gov.it, Dipartimento della Protezione Civile. URL consultato il 16 marzo 2013 (archiviato dall'url originale il 17 aprile 2012)..
18. ↑   Valori di pericolosità sismica nel territorio nazionale - Campania, su zonesismiche.mi.ingv.it, Istituto Nazionale di Geofisica e Vulcanologia..
19. 1 2 3 4 5  Aprea, p. 79.
20. 1 2 3  Aprea, p. 80.
21. 1 2 3  Aprea, p. 81.
22. ↑  Aprea, p. 68.
23. ↑  Aprea, p. 69.
24. 1 2  Aprea, p. 65.
25. 1 2 3  Aprea, p. 47.
26. ↑  Aprea, p. 67.
27. 1 2  Aprea, p. 35.
28. ↑  Aprea, p. 34.
29. ↑  Aprea, p. 70.
30. ↑  Aprea, p. 71.
31. ↑  Aprea, p. 72.
32. 1 2  Fraissinet, pp. 141-154.
33. ↑  Aprea, p. 113.
34. ↑  Aprea, pp. 104-108.
35. 1 2  De Angelis Bertolotti, p. 243.
36. ↑  De Angelis Bertolotti, p. 223.
37. 1 2  De Angelis Bertolotti, p. 224.